# Nyodes punctifera
Nyodes punctifera là một loài bướm đêm trong họ Noctuidae.